# 拉里的摺疊椅飛行

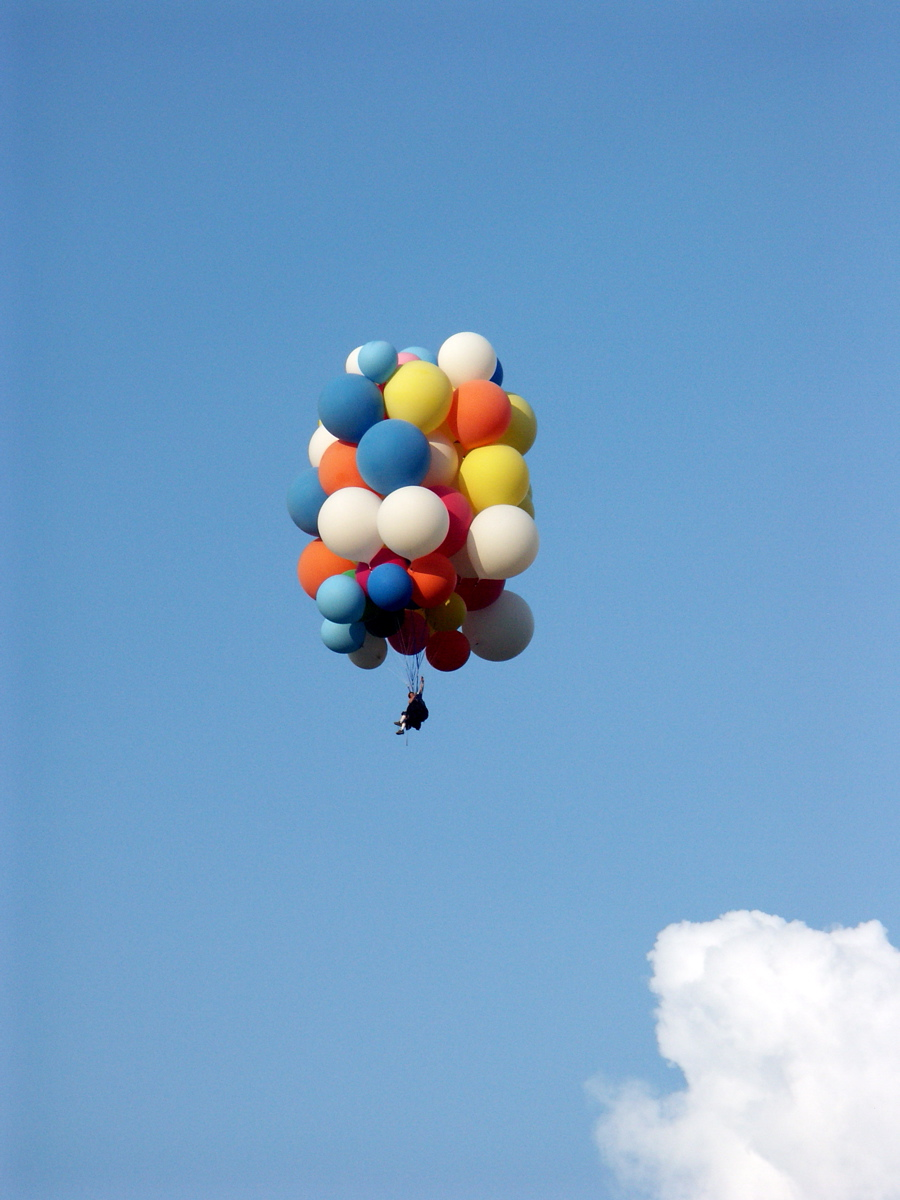
集群气球雖啟發自拉里的飛行，但他並不是第一人嘗試

劳伦斯·理查德·「拉里」·沃尔特斯（英語：Lawrence Richard "Larry" Walters； 1949年4月19日—1993年10月6日）在1982年7月2日使用摺疊椅和注滿氦氣的气象气球，製成一個浮空器並飛行了45分鐘，飛行高度高約16,000英尺（4,900），由洛杉磯圣佩德罗出發，進入受管空域並抵達长滩机场。

## 背景
拉里一直有飛行夢，但礙於視力問題使他無法進入美國空軍。13歲時的他看到軍需店屋頂掛著氣球後，但有以氣象氣球飛行的想法。長大後他本業為卡車司機。

## 飛行
1982年7月2日，他把43個气象气球綁在一摺疊椅上，並把氣球注滿氦氣，他自己則身穿降落伞，把自己綁在椅子，並攜帶粒彈槍，民用波段无线电台，三文治，啤酒和照相機在他家的後園開始飛行。綁住摺疊椅和吉普車的繩索提前斷裂，沃尔特斯很快爬升至16,000英尺（4,900）高度，並被兩架民航機發現。之後他慢慢轉向至长滩机场方向，並飛過機場主要進場走廊。飛行了45分鐘後，他射穿數個氣球並慢慢下降。但最後氣球纏住電纜並造成電纜斷裂，使該地出現20分鐘停電，而他本人則安全地降落。

## 事後
沃尔特斯降落後立即被長灘警察局拘捕。區域安全督察尼爾·薩沃伊（Neal Savoy）說「我們知道他違犯了某條聯邦航空法，當我們找到該法例後，便會以某種形式起訴他。如果他有飛行執照就會被吊銷，但他沒有。」沃尔特斯因違犯聯邦航空法規被判罰4,000美元，包括「營運航空器時沒有與塔台建立雙向溝通」。他上訴後罰金降至1,500美元。另一控罪「沒有适航证下營運航空器」被撒銷，因為並不適用於該航空器。
在2014年，他的飛行椅子租借給聖地亞哥航空航天博物館展出，後來捐贈給史密森學會，在史蒂文·乌德沃尔哈齐中心展出。
事後沃尔特斯獲得1993年達爾文獎。沃尔特斯於1993年10月6日在安琪拉国家森林舉槍自盡，享年44歲。